# Hitoshi Sogahata
Hitoshi Sogahata (曽ヶ端 準, Sogahata Hitoshi, Kashima, 2 augustus 1979) is een Japans voetballer die als doelman speelt bij Kashima Antlers.

## Clubcarrière
Sogahata tekende in 1998 bij Kashima Antlers.

## Japans voetbalelftal
Sogahata debuteerde in 2001 in het Japans nationaal elftal en speelde 4 interlands. Hij vertegenwoordigde zijn vaderland op de Olympische Spelen 2004 in Athene, waar de selectie onder leiding van bondscoach Masakuni Yamamoto in de groepsronde werd uitgeschakeld. Hij was een van de twee dispensatiespelers in de Japanse ploeg.

## Statistieken
| Japans voetbalelftal | Japans voetbalelftal | Japans voetbalelftal |
| Jaar                 | Wed.                 | Dlp.                 |
| -------------------- | -------------------- | -------------------- |
| 2001                 | 1                    | 0                    |
| 2002                 | 1                    | 0                    |
| 2003                 | 2                    | 0                    |
| Totaal               | 4                    | 0                    |